# Trachyneta jocquei
Trachyneta jocquei is een spinnensoort in de taxonomische indeling van de hangmatspinnen (Linyphiidae).
Het dier behoort tot het geslacht Trachyneta. De wetenschappelijke naam van de soort werd voor het eerst geldig gepubliceerd in 2004 door Merrett.